# Diário da Navegação
O Diário da Navegação da Armada que foi à terra do Brasil em 1530 é um relato, escrito por Pero Lopes de Sousa, da expedição de seu irmão Martim Afonso de Sousa, de 1530-32. O manuscrito foi redescoberto pelo historiador brasileiro Francisco Varnhagen, que o publicou em 1839, em Lisboa. Varnhagen utilizou três manuscritos apógrafos: o primeiro, que possuía; o segundo, pertencente ao bispo-conde D. Francisco de São Luís; o terceiro, o mais antigo, com letra da segunda metade do século XVI, pertencente à Biblioteca Nacional da Ajuda, em Lisboa.
Na obra, Pero Lopes narra, além de sua biografia e a de Martim Afonso, episódios da colonização do Brasil, como a fundação das "duas primeiras colônias regulares de portugueses no Brasil", São Vicente e São Paulo de Piratininga, (que teria sido pouco depois abandonada e refundada pelo padre José de Anchieta em 1554), assim como os descobrimentos do Rio de Janeiro, do Rio da Prata e da ilha de Fernando de Noronha. É peça chave para se entender a luta de séculos entre Portugal e Espanha pelo controle do estuário do Rio da Prata e o primeiro documento a descrever a costa sul-americana. Narra ainda o contacto com degredados e a expulsão dos franceses da sua França Antártica.
Diz-se na Brasiliana da Biblioteca Nacional:
Navegador afeito à ação, Pero Lopes oferece passagens que emocionam o leitor, com um tom entre deslumbrado e surpreso diante da realidade geográfica e humana da terra visitada, como a chegada à baía do Salvador e do Rio de Janeiro, o relato da subida pelos rios Paraná e Uruguai, a fundação da vila de São Vicente, ou ainda, o ataque aos núcleos franceses que comerciavam o pau-brasil. Sobre a sua chegada ao Rio de Janeiro, diz: ´A gente deste Rio é como a da Bahia de Todos os Santos, senão quanto é mais gentil gente. Toda a terra deste Rio é de montanhas e serras muito altas. As melhores águas há neste que podem ser.